# Melecta leucorhyncha
Melecta leucorhyncha är en biart som beskrevs av Giovanni Gribodo 1893.
Melecta leucorhyncha ingår i släktet sorgbin och familjen långtungebin. Inga underarter finns listade i Catalogue of Life.